# 4-ヒドロキシ酪酸デヒドロゲナーゼ
4-ヒドロキシ酪酸デヒドロゲナーゼ（4-hydroxybutyrate dehydrogenase）は、次の化学反応を触媒する酸化還元酵素である。
4-ヒドロキシ酪酸 + NAD+ {\displaystyle \rightleftharpoons } コハク酸セミアルデヒド + NADH + H+
反応式の通り、この酵素の基質は4-ヒドロキシ酪酸とNAD+、生成物はコハク酸セミアルデヒドとNADHとH+である。
組織名は4-hydroxybutanoate:NAD+ oxidoreductaseで、別名にγ-hydroxybutyrate dehydrogenaseがある。
酪酸代謝の酵素群の一つで、神経伝達物質である4-ヒドロキシ酪酸を分解する    。